# 上帕拉达
帕拉达德亚里瓦，是西班牙卡斯蒂利亚-莱昂萨拉曼卡省的一个市镇。 总面积18平方公里，总人口229人（2001年），人口密度13人/平方公里。